# Campionat d'Europa de cursa per eliminació femení
El Campionat d'Europa de cursa per eliminació femenina és el campionat d'Europa de Cursa per eliminació organitzat anualment per la UEC.
Es porten disputant des del 2015 dins els Campionats d'Europa de ciclisme en pista.

## Pòdiums dels Guanyadors
| Proves | Or                    | Plata                      | Bronze                          |
| 2015   | Katie Archibald (GBR) | Annalisa Cucinotta (ITA)   | Irene Usabiaga (ESP)            |
| 2016   | Kirsten Wild (NED)    | Katie Archibald (GBR)      | Laurie Berthon (FRA)            |
| 2017   | Kirsten Wild (NED)    | Evgueniya Augustinas (RUS) | Maria Giulia Confalonieri (ITA) |